# Lapinsaaret (ö i Södra Savolax)
Lapinsaaret är en ö i Finland. Den ligger i sjön Peruvesi och i kommunen Pertunmaa i den ekonomiska regionen  S:t Michel och landskapet Södra Savolax, i den södra delen av landet, 170 km nordost om huvudstaden Helsingfors. Öns area är 0,8 hektar och dess största längd är 180 meter i nord-sydlig riktning.  Notera att namnet antyder att det är fråga om flera öar.